# Condado de Jefferson (Tennessee)
O Condado de Jefferson é um dos 95 condados do Estado americano do Tennessee. A sede do condado é Dandridge, e sua maior cidade é Dandridge. O condado possui uma área de 814 km² (dos quais 105 km² estão cobertos por água), uma população de 44 294 habitantes, e uma densidade populacional de 62 hab/km² (segundo o censo nacional de 2000). O condado foi fundado em 1792.